# Vodenovo
Vodenovo je zaselek v Občini Šmarje pri Jelšah.